# Ov Hell
Ov Hell foi um supergrupo norueguês de black metal composto por Shagrath e King ov Hell. O grupo foi criado como resultado da dissolução do God Seed em julho de 2009 após a saída do vocalista Gaahl.
Algumas mixagens para seu álbum de estréia de 2010 foram postadas em seu MySpace. A música foi escrita por King em 2008. As faixas de baixo foram gravadas por ele mesmo, as faixas de guitarra foram gravadas por Teloch e Ice Dale e as faixas de bateria por Frost em agosto de 2008 durante a disputa pelo nome Gorgoroth.
O álbum de estréia da banda, The Underworld Regime, foi lançado em fevereiro de 2010 pela Indie Recordings.

## Membros

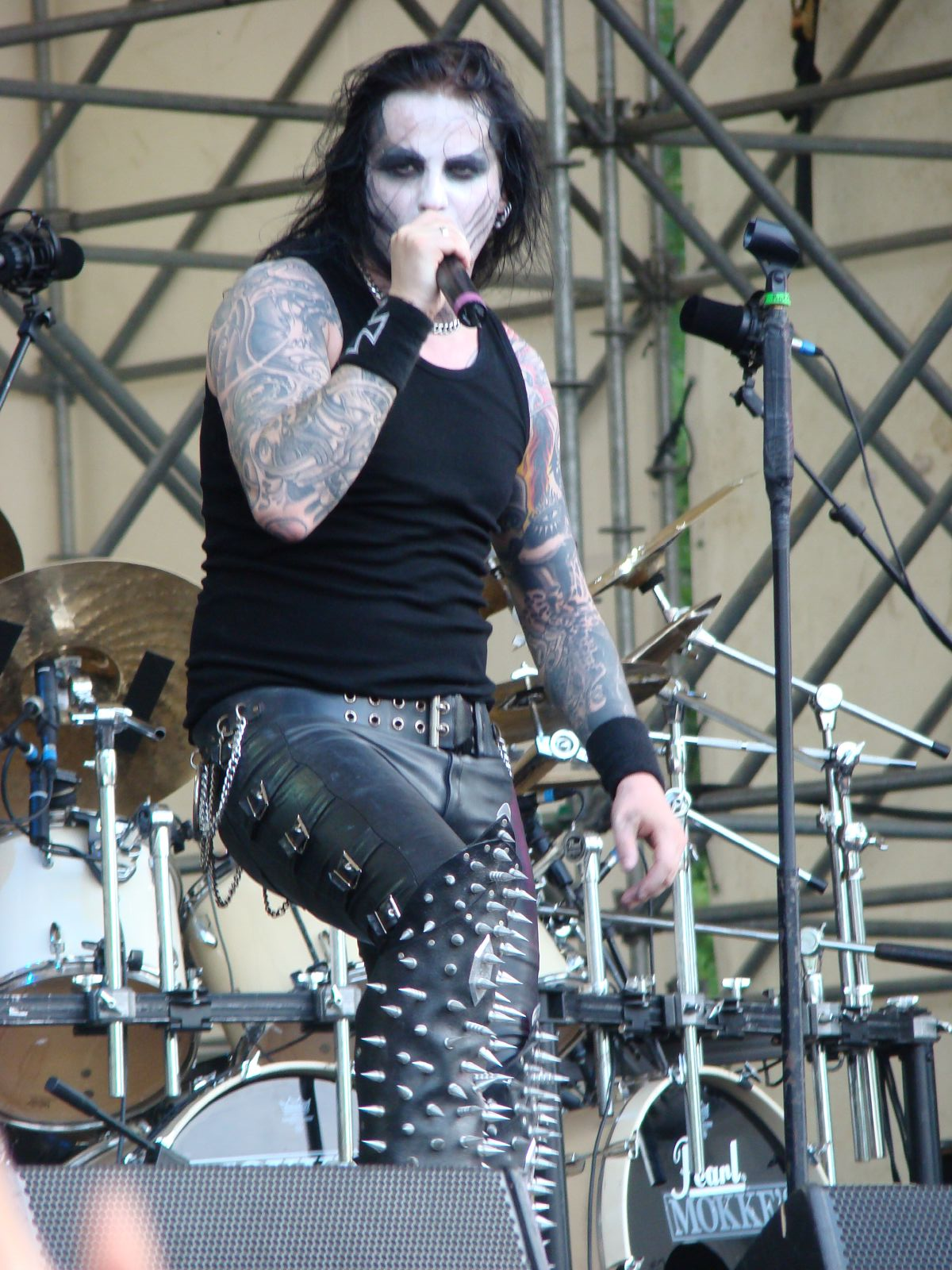
Shagrath Vocal 2009 -  2012
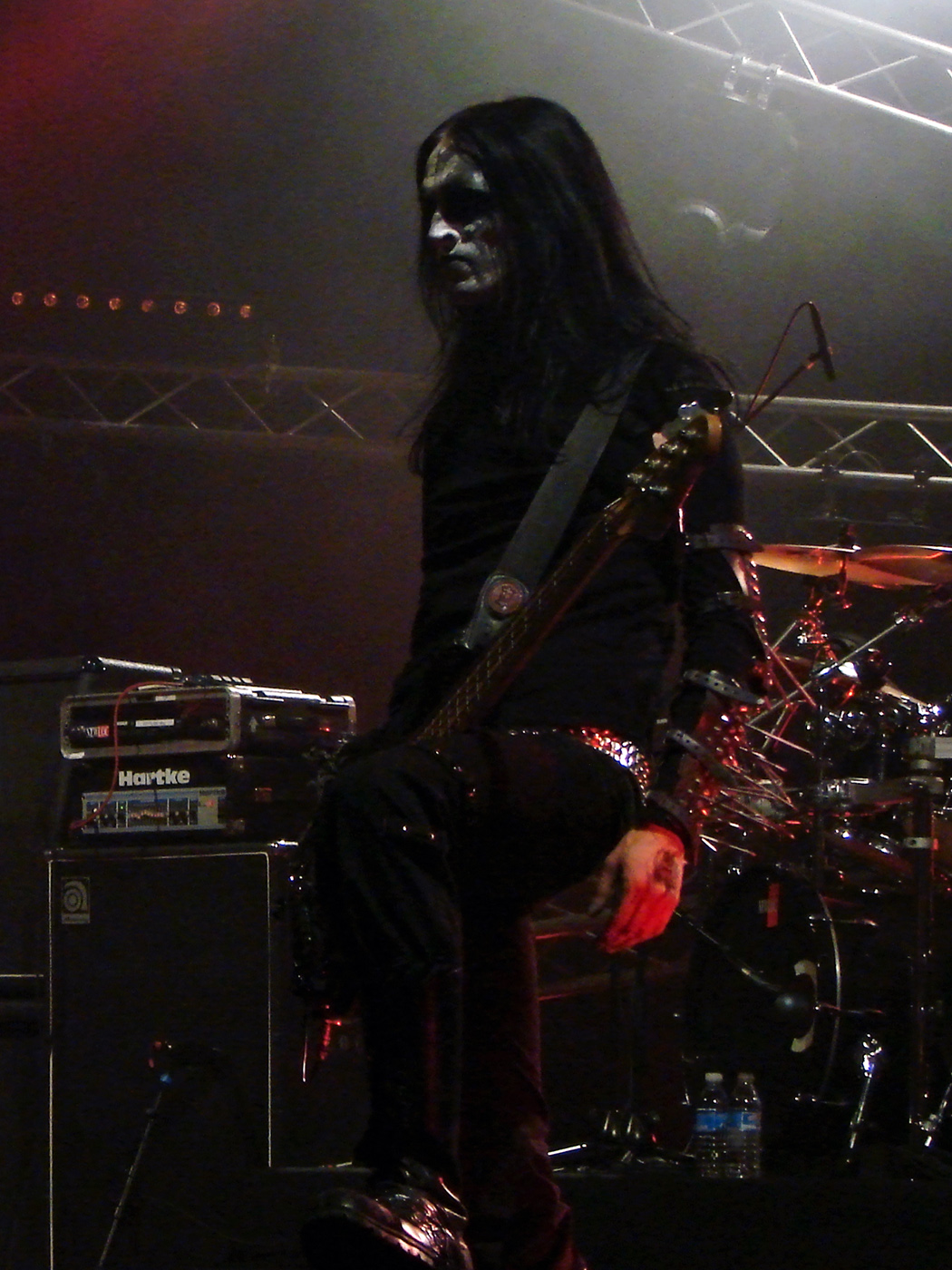
King ov Hell Baixo 2009 - 2012

### Músicos de sessão no álbum de estréia
- Teloch - Guitarra (2009)
- Frost - Bateria (2009)
- Ice Dale - Guitarra (2009)

## Discografia

### Álbuns de estúdio
- The Underworld Regime - (2010)